# Tanitella sanderi
Tanitella sanderi är en insektsart som först beskrevs av Krauss 1901.  Tanitella sanderi ingår i släktet Tanitella och familjen Pyrgomorphidae. Inga underarter finns listade i Catalogue of Life.